# Nicola Stilo
Nicola Stilo (* 1956 in Rosarno) ist ein italienischer Jazzmusiker (Flöte, Gitarre, auch Piano).

## Leben und Wirken
Stilo ist als Musiker Autodidakt. Gemeinsam mit Giancarlo Maurino, Sandro Satta, Giampaolo Ascolese, Fabrizio Cecca und Gaetano Delfini gründete er die Folk Magic Band, die 1976 auf dem Pescara Jazz Festival spielte und ein Album veröffentlichte. Daneben war er Mitglied der Band von Dodi Moscati, mit dem er mehrere Alben vorlegte, um dann mit Franco D’Andrea, Enrico Pieranunzi, Massimo Urbani, Pietro Tonolo, Enrico Rava und Maurizio Giammarco zu arbeiten. Seit 1980 begleitete er Chet Baker, mit dem mehrere Aufnahmen entstanden, bei Tourneen durch Europa, ging mit ihm aber auch nach Brasilien, wo er 1985/86 für ein Jahr blieb, um dann wieder mit Baker in Europa aufzutreten. Er wurde gleichfalls Heroin-abhängig; auch verfasste er die Musik für Bakers Album Chet on Poetry. Er ist zudem in dem Film Let’s Get Lost dokumentiert.
Stilo leitete in den 1990er Jahren eine eigene Band, mit der erste Aufnahmen unter eigenem Namen entstanden. 1999 nahm er mit Toninho Horta Duos auf, auf dem Album Vira Vida arbeiteten sie in größerer Besetzung. 2007 entstand ein weiteres Album mit eigener Gruppe. Zudem ist er auf Alben von Rita Marcotulli, Luca Flores, Nicola Conte, Stefano Di Battista, Musica Nuda, Fabrizio Cecca und Nina Pedersen zu hören.

## Diskographische Hinweise
- Stefano Benini, Nicola Stilo: Flute Connection (Splas(H) 1994)
- Errata Corrige (Splas(H) 1995)
- Nicola Stilo/Toninho Horta: Duets (1999)[3]
- Nicola Stilo/Toninho Horta: Vira Vida (2003)
- Immagini (Alfamusic, 2007)[4]